# Bruno Trommer

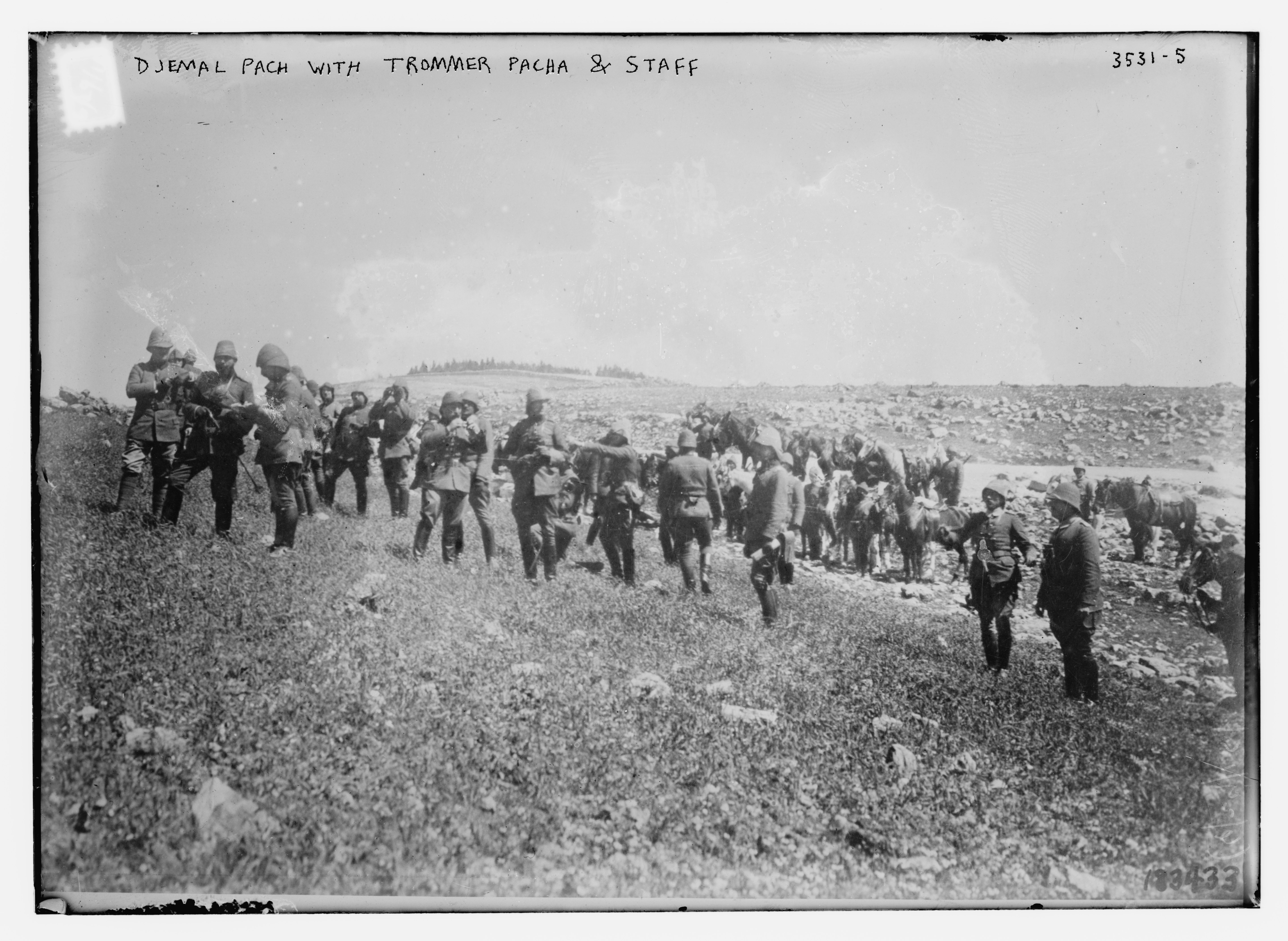
Bruno Trommer, Cemal Pascha und weitere Militärs

Bruno Traugott Karl Trommer Pascha (* 5. Juli 1865 in Eldena (Greifswald); † 22. August 1946 in Berlin) war ein preußischer und osmanischer Generalmajor.

## Leben
Trommer trat in die Preußische Armee ein, avancierte bis Mitte November 1906 zum Major und diente 1912 als Kommandeur des II. Bataillons im 5. Großherzoglich Hessischen Infanterie-Regiment Nr. 168 in Offenbach am Main. Bis dahin war er Inhaber des Kronen-Ordens III. Klasse, des Roten Adlerordens IV. Klasse und des Ritterkreuzes I. Klasse des Herzoglich Sachsen-Ernestinischen Hausordens. Unter Versetzung zum Stab des 4. Westpreußischen Infanterie-Regiments Nr. 140 erfolgte am 22. März 1913 seine Beförderung zum Oberstleutnant.
Trommer wurde Angehöriger der deutschen Militärmission im Osmanischem Reich und kommandierte vor Beginn des Ersten Weltkriegs als osmanischer Oberst die Osmanische 10. Infanterie-Division. Nach Kriegsbeginn kommandierte er als türkischer Generalmajor das Osmanische 14. Armee-Korps in den Dardanellen. Er wohnte mit einer Villa am Meer und verfügte seiner Dienststellung entsprechend über eine Limousine mit Fahrer. Nebenbei spielte er Cello und wurde Mitglied des Orchesters des Militärpfarrers Otto Stahl in Smyrna.
Nachdem er mit Typhus infiziert wurde, verbrachte er die Zeit von September bis Oktober 1915 in einem deutschen Krankenhaus. Nach seiner Genesung war er Kommandeur des Infanterie-Regiments Nr. 371 an der Westfront, wurde am 18. Mai 1918 zum Generalmajor befördert und zwei Tage später zum Kommandeur der stellvertretenden 71. Infanterie-Brigade ernannt.
1933 wurde er mit Wohnort in der Alexanderstraße (heute Salzachstraße) in Berlin-Zehlendorf aufgeführt. 1938 wurde er als General a. D. im Reichs-Telefonbuch aufgeführt.
Trommer starb 1946 im Alter von 81 Jahren an Herzschwäche und Unterernährung in seiner Wohnung in Berlin-Zehlendorf, Gobineaustraße 47. Er war seit 1892 mit Anna Klara Helene, geb. Buttmann, verheiratet.